# Drets del col·lectiu LGBT a l'estat d'Amazones

Mapa de l'Amazones

Els drets de lesbianes, gais, bisexuals, transgènere i queer (LGBT) a l'estat brasiler d'Amazones han experimentat avenços legals significatius en les últimes dècades. L'homosexualitat és legal a l'estat, així com a tot el país, des del 1830.

## Legalitat
El 1830, l'emperador Pere I va sancionar el Codi Penal Imperial, eliminant totes les referències a la sodomia de la llei brasilera. El matrimoni entre persones del mateix sexe és legal a Amazones des del 2013 per decisió del Suprem Tribunal Federal del Brasil. Entre el 2020 i el 2025, hi va haver un augment del 328% en els matrimonis entre persones del mateix sexe a l'estat, amb 287 unions registrades el 2024 i 98 en els primers cinc mesos del 2025.
Des del 2010, l'adopció homoparental està permesa a l'estat, amb el primer cas registrat el novembre del 2012.
Les persones transgènere poden canviar el seu nom i sexe legal sense necessitat de teràpia de reassignació ni informes mèdics d'afirmació de gènere, amb 51 procediments d'afirmació de gènere registrats el 2024. Amazones no té lleis específiques que reconeguin el gènere no binari. Tanmateix, el 2022, Álex Souza de Sá es va convertir en la primera persona no binària de l'estat a rebre reconeixement en una notaria, però va haver de rectificar els seus documents a l'estat de Rio de Janeiro. Després d'arribar a la capital amazònica, Manaus, l'Álex va descobrir que la notaria on estaven registrats no tenia un marcador de gènere neutre. Després de sis mesos d'insistència, va apel·lar a l'Oficina del Defensor Públic de l'estat i va obtenir el reconeixement dels seus documents.

## Proteccions contra la discriminació
Des del 2006, Amazones ha inclòs la discriminació basada en l'orientació sexual i la identitat de gènere en les seves polítiques estatals. A més, delictes d'odi com l'homofòbia i la transfòbia estan tipificats a tot el país des del 2019, cosa que els equipara al ja existent delicte de racisme.
L'any 2021, l'Oficina del Defensor Públic de l'Estat d'Amazones (DPE-AM) va establir el Grup de Treball sobre Diversitat Sexual, Identitat de Gènere i Ciutadania (portuguès: Grupo de Trabalho Diversidade Sexual, Identidade de Gênero e Cidadania) centrat en les violacions dels drets humans i la formació d'agents de seguretat en aquest àmbit. L'any 2023, l'Assemblea Legislativa d'Amazones (el parlament de l'estat) va sancionar la Llei Estatal 6.176/2023 —a proposta dels diputats estatals Sinésio Campos (PT) i Nejmi Aziz (PSD)— que institueix la "Setmana Estatal de Visibilitat i Promoció dels Drets de la LGTBIQIA+". L'agost de 2024, el Tribunal de Justícia de l'Estat d'Amazones (TJAM) va publicar el fullet La llar és un dret! (en portuguès: Lar é Direito!), dirigit a joves LGBT+ que han estat expulsats de casa seva, on s'afirma que les teràpies de conversió estan prohibides i són ineficaces.
El novembre de 2023, la Defensoria Pública de l'estat d'Amazones va obrir un procés per supervisar els serveis de salut pública per a persones transgènere, inclosa la provisió d'hormones i cirurgies. L'agost de 2024, el Ministeri Públic Federal (MPF) va recomanar que l'estat d'Amazones habilités formalment els serveis ambulatoris i hospitalaris per al procés de transsexualització, incloent-hi les cirurgies de reassignació sexual, establint terminis per a l'aprovació i presentació d'aquestes propostes al Ministeri de Salut.

## Censura

### Prohibició de la llenguatge no sexista a les escoles
La Llei estatal núm. 6.463/2023 va prohibir l'ús d'un llenguatge de gènere neutre a les escoles públiques i privades. La llei va ser proposada per la diputada estatal Débora Menezes (PL) i aprovada per l'Assemblea Legislativa d'Amazones amb 14 vots a favor i 4 en contra. L'Aliança Nacional LGBTI+ i l'Associació Brasilera de Famílies Homotransafectives (Abrafh) van presentar una ADI (Acció Directa d'Inconstitucionalitat) davant el Suprem Tribunal Federal (STF) per anul·lar-la. Les entitats van al·legar que la Llei Estatal núm. 6.463/2023 és inconstitucional perquè envaeix l'autoritat del Congrés Nacional per legislar sobre directrius i bases educatives.
El 28 de maig, el jutge Flávio Dino va respondre a la sol·licitud de suspensió feta per les entitats: «no hi ha dubte que la llei estatal en qüestió ha de ser suspesa, ja que viola les competències exclusives de la Unió, que han de ser exercides pel Congrés Nacional, caracteritzant la inconstitucionalitat formal». El juliol de 2024, els jutges del Tribunal Suprem van confirmar la decisió de Dino i van suspendre la llei estatal.

### Drets dels infants
El 17 d'octubre de 2024, l'Assemblea Legislativa d'Amazones va promulgar una llei que prohibeix "la reproducció de mitjans digitals que utilitzin nens vinculats a l'homosexualitat". La Llei Estatal 6.469/2023 prohibeix la participació de nens i adolescents en desfilades de l'orgull, establint multes de fins a 10.000 reals en cas d'incompliment.

## Taula resum
| Activitat sexual entre persones del mateix sexe                                                                 | (Des de 1830)                                                                   |
| Igualtat d'edat de consentiment                                                                                 | (Des de 1830)                                                                   |
| Lleis antidiscriminatòries en l'àmbit laboral                                                                   | (Des de 2006)                                                                   |
| Lleis antidiscriminatòries en el subministrament de béns i serveis                                              | (Des de 2006)                                                                   |
| Lleis antidiscriminatòries en tots els altres àmbits (inclosa la discriminació indirecta i els discursos d'odi) | (Des de 2006)                                                                   |
| Matrimoni igualitari                                                                                            | (Des de 2013)                                                                   |
| Reconeixement de parelles del mateix sexe                                                                       | (Des de 2011)                                                                   |
| Adopció de fillastres per part d'una parella del mateix sexe                                                    | (Des de 2010)                                                                   |
| Adopció conjunta per parelles del mateix sexe                                                                   | (Des de 2010)                                                                   |
| Les persones LGBT+ poden servir obertament a l'exèrcit                                                          | Yes                                                                             |
| Llibertat d'expressió                                                                                           | / (Restringit a les xarxes socials i a les desfilades de l'orgull des del 2024) |
| Dret a canviar de gènere legal                                                                                  | (Des de 2008)                                                                   |
| Reconeixement de gènere no binari                                                                               | / (Només en casos particulars)                                                  |
| Prohibició de la teràpia de conversió per part de professionals mèdics                                          | (Des del 1999 per a homosexuals i des del 2018 per a persones transgènere)      |
| Accés a la fecundació in vitro per a lesbianes                                                                  | Yes                                                                             |
| Gestació subrogada comercial per a parelles homosexuals                                                         | No                                                                              |
| Els homes que tenen relacions sexuals amb homes (MSM) poden donar sang                                          | Yes                                                                             |